# 크리스 폴랜드

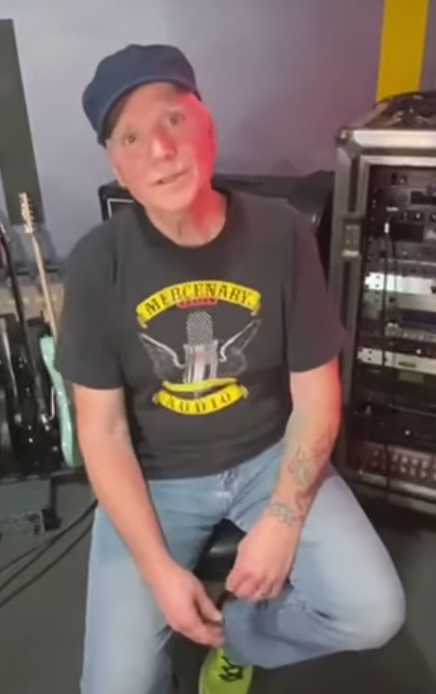

크리스 폴랜드(Chris Poland, 1957년 12월 1일 ~ )는 미국의 재즈 기타 연주자로, 메가데스의 일원으로 유명하다.